# Stranger in This Town
Stranger in This Town es el primer álbum en solitario de Richie Sambora –conocido por haber sido el guitarrista de la banda estadounidense de rock Bon Jovi– de estilo blues rock y hard rock. El propio Sambora es quien canta y toca la guitarra, mientras que Tico Torres y David Bryan –compañeros suyos de Bon Jovi– se ocupan de la batería y del teclado respectivamente, con Tony Levin en el bajo. El disco cuenta con la aportación estrella de Eric Clapton, quien interpreta el solo de la canción «Mr. Bluesman».

## Grabación y producción
Como su primer álbum en solitario, Sambora experimentó con un sonido más orientado al blues. Canta la voz principal y toca la guitarra en el álbum, respaldado por sus compañeros de banda de Bon Jovi, Tico Torres en la batería y David Bryan en los teclados, acompañado por Tony Levin en el bajo. Eric Clapton hace una aparición especial tocando la guitarra en la pista Mr. Bluesman.
Ballad of Youth, One Light Burning y The Answer fueron coescritas con colegas de su antigua banda de club Shark Frenzy. Rosie fue originalmente pensada para ser una canción de Bon Jovi para su cuarto álbum "New Jersey, versiones de esta canción con la formación completa de Bon Jovi han aparecido como bootlegs".
"Ballad of Youth" fue lanzado como el sencillo principal seguido por el segundo sencillo "One Light Burning". El álbum titulado "Stranger in This Town" fue lanzado como tercer sencillo y "Mr. Bluesman" con Eric Clapton fue lanzado como sencillo promocional. Los primeros tres sencillos fueron acompañados de videos musicales. 
"The Answer" y "Rosie" también fueron lanzados como singles promocionales en Japón. 
Ocasionalmente, Sambora ha interpretado "Stranger in This Town" en las giras de Bon Jovi, más recientemente en su Lost Highway Tour en 2008.

## Lista de canciones
| N.º | Título                                                   | Duración |  |
| 1.  | «Rest in Peace»                                          | 3:47     |  |
| 2.  | «Church of Desire»                                       | 6:08     |  |
| 3.  | «Stranger in This Town»                                  | 6:15     |  |
| 4.  | «Ballad of Youth»                                        | 3:52     |  |
| 5.  | «One Light Burning»                                      | 5:48     |  |
| 6.  | «Mr. Bluesman» (Solo interpretado por Eric Clapton)      | 5:14     |  |
| 7.  | «Rosie»                                                  | 4:49     |  |
| 8.  | «River of Love»                                          | 5:06     |  |
| 9.  | «Father Time»                                            | 6:05     |  |
| 10. | «The Answer»                                             | 5:07     |  |
| 11. | «The Wind Cries Mary» (Bonus track en algunas versiones) | 5:58     |  |

### Outtakes
- Broken Promises

## Videoclips
- «Ballad of Youth»
- «One Light Burning»
- «Stranger in This Town»

- Datos: Q1071951